# Marmarik
Marmarik – wieś w Armenii, w prowincji Kotajk. W 2011 roku liczyła 720 mieszkańców.